# Myxodes
Los trambollos chilenos son el género Myxodes, peces de la familia de los clínidos en el orden de los Perciformes. Son especies bentónicas que habitan en la zona intermareal. 

## Especies
Existen las siguientes tres especies en este género:
- Myxodes cristatus (Valenciennes, 1836) - Doncella verde o Tomoyo.
- Myxodes ornatus (Stephens y Springer, 1974) - Trambollo ornado.
- Myxodes viridis (Valenciennes, 1836) - Doncella, doncella verde o trambollo verde.